# Borstaloe
Borstaloe (Aloe aristata) är en suckulent växt inom släktet aloe och familjen afodillväxter. Borstaloe är en stamlös, tuvbildande växt, som bildar tuvor genom att den efter hand utvecklar många bladrosetter intill varandra vid markytan. Varje bladrosett blir upp emot tjugo centimeter i diameter. Bladen är mörkgröna och försedda med små, vita, vårtlika upphöjningar. Bladkanterna är tandade, och bladspetsen avslutas med ett långt vitt hår, eller borst. Blommorna är tre till fyra centimeter långa orangeröda. Blommorna sitter samlade i klaselika blomställningar i toppen på kala stänglar, som kan bli 50 centimeter höga.
Namnet Aloe eller Aloë är ett gammalt arabiskt namn och som avser arter som anses vara medicinalväxter. Aristata betyder med borst.

## Förekomst
Borstaloe kommer ursprungligen från Sydafrika.

## Odling
Borstaloe behöver mycket ljus, gärna soligt även mitt i sommaren. Den bör vattnas rikligt på sommaren, men måste få torka upp mellan vattningarna. Vintertid krävs mindre vatten, i synnerhet om växten placeras svalt. Tack vare de tjocka bladen klarar den långa torkperioder utan problem. Växtnäring ges en gång i månaden från vår till höst. Borstaloe trivs i normal rumstemperatur men klarar uppemot 40°C sommartid och ner mot 5°C på vintern. Planteras om på våren vid behov. Under sommaren kan den stå utomhus på solig och varm plats där den inte riskerar att bli för blöt.
Borstaloe är en växt som lätt kan förökas med hjälp av sidoskotten, som man sätter i såjord sedan de legat och torkat ett par dagar.

## Synonymer
Aloe aristata var. leiophylla Baker
Aloe aristata var. parviflora Baker
Aloe ellenbergii Guillaumin
Aloe longiaristata Schult. & Schult.f.
- Wikimedia Commons har media som rör Borstaloe.